# Lampetra hubbsi
Lampetra hubbsi är en ryggsträngsdjursart som först beskrevs av Vadim Dmitrij Vladykov och Kott 1976.  Lampetra hubbsi ingår i släktet Lampetra och familjen nejonögon. IUCN kategoriserar arten globalt som nära hotad. Inga underarter finns listade i Catalogue of Life.